# VBC Waremme
VBC Waremme – belgijski klub siatkarski z Waremme. Założony został w 1999 roku. Od sezonu 2010/2011 występuje w najwyższej klasie rozgrywek klubowych (Belgijskiej Lidze Siatkówki).